# Yoshinobu Minowa
Yoshinobu Minowa (箕輪 義信 Minowa Yoshinobu?,  nacido el 2 de junio de 1976 en Kawasaki, Kanagawa) es un exfutbolista japonés que se desempeñaba como defensa.
En 2005, Minowa jugó para la selección de fútbol de Japón.

## Trayectoria

### Clubes
| Club              | País  | Año         |
| ----------------- | ----- | ----------- |
| Júbilo Iwata      | Japón | 1999 - 2000 |
| Kawasaki Frontale | Japón | 2000 - 2008 |
| Consadole Sapporo | Japón | 2008 - 2010 |

### Selección nacional
| Selección | País  | Año  |
| --------- | ----- | ---- |
| Absoluta  | Japón | 2005 |

## Estadística de equipo nacional
| Selección de Japón | Selección de Japón | Selección de Japón |
| Año                | Part.              | Goles              |
| ------------------ | ------------------ | ------------------ |
| 2005               | 1                  | 0                  |
| Total              | 1                  | 0                  |

## Palmarés

### Títulos nacionales
| Título    | Club         | País  | Año  |
| --------- | ------------ | ----- | ---- |
| J1 League | Júbilo Iwata | Japón | 1999 |